# Димитрис Литоксоу
Димѝтрис Литоксо̀у (на гръцки: Δημήτρης Λιθοξόου) с прякор Ташчи (на албански: Taşçı) е гръцки редактор, общественик и любител историк, приближен на македонистката организация в Гърция Виножито.

## Биография
Димитрис Литоксоу е роден в Атина през 1954 година в семейство на баща бежанец от Лозенград и майка арванитка от Атика. През 1973 година участва в студентските протести, довели до падането на Военната хунта в Гърция. Симпатизира на леви движения на ГКП (1976 – 1982), на Елиники Аристера (Ελληνική Αριστερά) (1987 – 1988), на Дружеството за права на малцинствата (1991 –1992), както и на Виножито (1994 – 1997, 2004 – 2009). Последователно публикува материали в леви вестници „Пролетариаки Симеа“, „Аристери Политики“ (1980 – 1982), „Тетрадия Политику Диалогу Еревнас ке Критикис“ (1982 – 1989), „Епистимоники Скепси“ (1989 – 1990), „Левиатан“ (1989 – 1992) и „Зора“ (1994 – 1996).
Димитрис Литоксоу е автор на редица книги, засягащи Македонския въпрос. Историческите му трудове са силно противоречиви и тенденциозни, като част от тях са манипулирани, за да подкрепят македонистките тези за съществуването на македонска нация отпреди средата на XX век.
От 1998 година живее в Коринт със семейството си. Има две деца.